# Yarrah Boko
Yarrah Boko, född 7 maj 2005 på Annemanna stuteri i Ekerö i Stockholms län, är en svensk varmblodig travhäst. Han tränades av Trond Anderssen i Norge och kördes oftast av Ulf Ohlsson.
Yarrah Boko tävlade åren 2008–2014 och sprang in 11,2 miljoner kronor på 83 starter varav 35 segrar, 11 andraplatser och 5 tredjeplatser. Han tog karriärens största segrar i Harper Hanovers Lopp (2010), Norrbottens Stora Pris (2011), Svenskt Mästerskap (2011), Prix du Luxembourg (2012) och Prix de Belgique (2013, 2014). Han kom även på andraplats i Svenskt Mästerskap (2010, 2013), Jämtlands Stora Pris (2011) och Olympiatravet (2012) samt på tredjeplats i Jubileumspokalen (2010), Olympiatravet (2011), C.L. Müllers Memorial (2013) och Prix d'Amérique (2014). Han kom på fjärdeplats i både 2011 och 2012 års upplaga av Elitloppet.
Efter tävlingskarriären återvände han till Sverige och blev avelshingst vid Norrby Säteri i Tystberga utanför Nyköping i Södermanlands län.